# Косовача
Косовача је насељено мјесто у општини Осмаци, Република Српска, БиХ. Према попису становништва из 1991. у насељу је живјело 138 становника.

## Становништво
| Националност       | 1991. |
| Срби               | 140   |
| остали и непознато |       |
| Укупно             | 140   |

| Демографија | Демографија | Демографија |
| Година      | Становника  | Становника  |
| ----------- | ----------- | ----------- |
| 1991.       | 140         |             |